# Talictre aquilegifoli

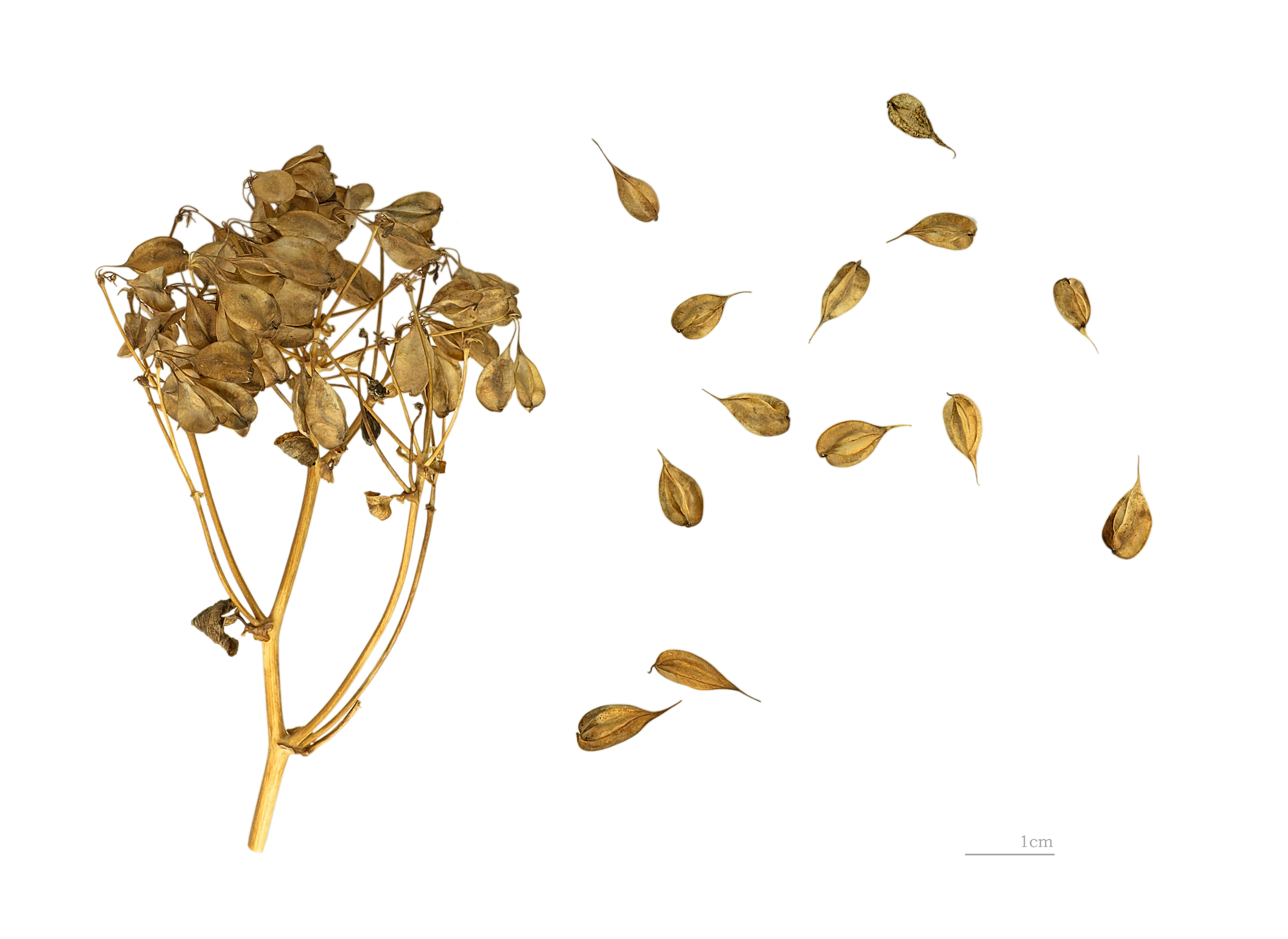
Thalictrum aquilegiifolium

El talictre aquilegifoli, Thalictrum aquilegiifolium és una espècie de planta amb flors dins la família ranunculàcia. És una planta nativa d'Europa i Àsia temperada, incloent Catalunya. S'ha naturalitzat a parts d'Amèrica del Nord.
Fa fins a un metre d'alt i 45 cm d'amplada i és una planta herbàcia i perenne amb les fulles compostes amb folíols que s'assemblen a les de l'aquilègia. Floreix a principis d'estiu amb les flors rosades dins panícules.
El cultivar 'Thundercloud' va guanyar el premi de la Royal Horticultural Society Award of Garden Merit.